# 750 7th Avenue
Il 750 7th Avenue è un grattacielo situato nella zona di Midtown Manhattan, a New York.

## Caratteristiche
Inaugurato nel 1989 era di proprietà della Hines Interests Limited Partnership che cedette l'intero edificio nel 2011 alla Fosterlane, una società del Kuwait, per $ 485 milioni.
Alto 187 metri e con 36 piani, presenta una singolare guglia simile ad un comignolo che svetta per circa 36 metri dal tetto del grattacielo. È collegato tramite corridoi ad altri quattro edifici: New York Life Building, 919 Third Avenue, Tower 49 e The Epic. È inoltre un edificio a basso impatto ambientale tanto che ha ricevuto la certificazione LEED.